# スクロープ・ハウ (初代ハウ子爵)
初代ハウ子爵スクロープ・ハウ（英語: Scrope Howe, 1st Viscount Howe、1648年11月 – 1713年1月26日）は、イギリスの政治家、アイルランド貴族。ノッティンガムシャー選挙区の代表として合計23年間庶民院議員を務めた。名誉革命を支持したため、その褒賞として1693年に税関監査官（comptroller of the excise）に任命され、1710年まで務めた。

## 生涯
ジョン・グロバム・ハウと妻アナベラ（Annabella Scrope、1631年ごろ – 1704年3月21日、初代サンダーランド伯爵エマニュエル・スクロープの庶出の娘）の長男として、1648年11月に生まれた。弟にジョン・グロバム・ハウ、チャールズ・ハウ、エマニュエル・スクロープ・ハウがいる。1663年3月11日に騎士爵に叙され、同年6月1日に母が儀礼席次において伯爵の嫡出の娘としての席次を許可された。1665年6月5日にオックスフォード大学クライスト・チャーチに入学、9月8日にM.A.の学位を修得した。
1673年3月、ノッティンガムシャー選挙区の補欠選挙で出馬して、当選を果たした。議会ではカントリ派所属とされたが、議会活動は少なく、演説も少なかった上に短かった。1673年に初代ローダーデイル公爵ジョン・メイトランドに不利な発言を行った。1679年3月イングランド総選挙で再選した後、選挙および特権委員会（committee of elections and privileges）の委員に選出されたが、同年4月に庶民院からの召喚に応じず登院しなかった。1679年10月イングランド総選挙と1681年イングランド総選挙でも再選したが、議会活動は引き続き低調だった。1674年から1680年までノッティンガムシャーの治安判事を務めた。
1683年にヨーク公ジェームズを「教皇派の犬」（Popish dog）と呼称したことでscandalum magnatum（貴族特権の1つで、貴族への侮辱罪に相当）の廉で起訴された上、初代モンマス公爵ジェイムズ・スコットへの資金提供の廉で反逆罪として起訴された。これに対し、ハウは1685年1月23日の裁判に出席して、国王チャールズ2世とヨーク公に謝罪したことで起訴の取り下げを勝ち取ったが、同年の総選挙では立候補取り下げを余儀なくされている。
1686年ごろに第4代デヴォンシャー伯爵ウィリアム・キャヴェンディッシュとロンドン主教ヘンリー・コンプトンにより反ジェームズ2世（ヨーク公が1685年に即位）の陰謀に引き入られたが、政府は引き続き懐柔を試み、1688年2月にハウをノッティンガムシャーの治安判事と副統監に任命した（以降死去するまで務めた）。オラニエ公ウィレム3世（後のイングランド王ウィリアム3世）のイングランド上陸から2週間も満たない1688年11月17日にウィレム3世への支持を表明した。12月にアン王女が逃亡してくると彼女をノッティンガムで保護し、以降アンがオックスフォード経由でロンドンに戻ったときは護衛軍の一員を務めた。1689年イングランド総選挙で当選して議員に復帰、1689年仮議会でウィリアム3世とメアリー2世を共同統治者として承認した。
名誉革命の後は1690年イングランド総選挙と1695年イングランド総選挙で再選、1696年11月に第3代準男爵サー・ジョン・フェンウィックの私権剥奪に賛成票を投じた。革命での功績に対する見返りは1690年にレスターシャー副統監に任命されたほか、同年6月に2,000ポンドを与えられた程度だったが、1693年3月に税関監査官（comptroller of the excise、年収1,320ポンドの官職）に任命された。以降も官職を求め、1694年5月に在オランダイングランド特命公使第5代フォークランド子爵アンソニー・ケアリーが死去するとその後任に名乗り上げたが、選ばれなかった。また税関監査官としては前任者が部下の事務官9名に合計で720ポンドの賃金を与えたのに対し、ハウが事務官8名に460ポンドの賃金しか与えず、その差額分を着服したことが1695年12月に大蔵卿委員会で討議された。
1698年イングランド総選挙でも再選を目指したが、大同盟戦争に伴う増税への不満が現職議員に対する不満に転じ、ハウは得票数3位（757票）で落選した。1701年1月イングランド総選挙でノッティンガム選挙区から出馬したが、得票数4位（500票）で落選している。1699年の議会立法により税関監査官と庶民院議員が兼任できなくなったため、ハウはしばらく選挙に出馬しなくなり、選挙活動（1705年イングランド総選挙でノッティンガム選挙区のホイッグ党候補を支持する）をする程度になった。1701年5月16日にアイルランド貴族であるハウ子爵とファーマナ県におけるグレノーリー男爵に叙されたが、アイルランド貴族院には一度も登院しなかった。
税関会計簿の整理の遅さについて大蔵省から度々苦情を受けたが、1702年にアン女王が即位した時点で1699年までの会計簿が完成していたため、改善したとして税関監査官を再任された。1710年3月に税関監査官の官職をエドワード・ポーンスフォート（Edward Pauncefort）に売却した後、同年の総選挙でノッティンガムシャー選挙区から出馬した。ハウは初代ニューカッスル公爵ジョン・ホリスの支持を受けて、ホイッグ党候補としてトップ当選（1,159票）したが、議会ではホイッグ党員として野党に転じず、代わりにコート派（宮廷派）に転じた。
1713年1月20日にノッティンガムシャーのランガーで死去、同地の教区教会に埋葬された。2人目の妻との間の息子エマニュエル・スクロープが爵位を継承した。

## 家族
1672年4月20日、セルストンでアン・マナーズ（Anne Manners、1655年ごろ – 1698年までに没、第8代ラトランド伯爵ジョン・マナーズの娘）と結婚、2男3女をもうけた。
- チャールズ - 早世[3]
- フランシス（Frances、1673年4月10日洗礼 – 1698年7月までに没[3]）
- ジョン・スクロープ（1675年10月5日 – ?） - 早世[3]
- アナベラ - 1706年7月25日、ランガーでジョージ・ゴールディング（George Goulding）と結婚[3]
- マーガレット（1713年11月5日以降没） - マーティン・マッグ（Martin Mugg）と結婚[3]

1698年7月16日、ジュリアナ・アリントン（Hon. Juliana Alington、1665年10月30日洗礼 – 1747年9月10日、第3代アリントン男爵ウィリアム・アリントンの娘）と再婚、2男3女をもうけた。
- エマニュエル・スクロープ（1699年ごろ – 1735年3月29日） - 第2代ハウ子爵[3]
- ウィリアム（1721年4月19日没[3]）
- メアリー（1749年9月12日没） - 1725年6月14日、第8代ペンブルック伯爵トマス・ハーバート（1733年1月22日没）と結婚[3]。1735年10月9日、ジョン・モードント閣下（英語版）（1767年7月1日没）と再婚[3]
- ジュリアナ（1780年7月2日没） - 1725年5月27日、トマス・ページ（Thomas Page、1763年10月没、初代準男爵サー・グレゴリー・ページ（英語版）の息子）と結婚[3]
- アン（1711年ごろ – 1753年8月21日） - 1728年5月8日、チャールズ・モードント大佐（Charles Mordaunt、1762年4月30日没）と結婚、子供あり[3]